# 베세토 심포니&오페라
전신인 베세토 필하모닉 오케스트라는 (사) 한·중·일 지역경제문화협회에서 추구하는 사업이념에 맞추어 한국, 중국, 일본에서 활동하는 실력 있는 연주자로 구성 하여, 2008년도 중국 북경, 일본 도쿄를 시작해서 2009년 한국에서 창단 하였다. 한국, 중국, 일본의 국가간 소통을 하는데 가교역할을 하고 뛰어난 역량과 탄탄한 연주실력, 폭넓은 레퍼토리를 통해 국내뿐만 아니라 세계의 모든 이들에게 감동과 사랑을 실천하는 오케스트라로 성장하기 위해 다양한 연주를 기획하여 왔다.